# 967 Helionape
A 967 Helionape (ideiglenes jelöléssel 1921 KV) a Naprendszer kisbolygóövében található aszteroida. Walter Baade fedezte fel 1921. november 9-én.